# Bertille Ali
Bertille-Mallorie Ali (sinh ngày 22 tháng 4 năm 1982 tại Bangui) là một judoka đến từ Cộng hòa Trung Phi, người thi đấu ở hạng mục siêu nhẹ của phụ nữ. Ali đủ tiêu chuẩn làm một Judoka đơn độc cho đội hình Trung Phi trong lớp học siêu nhẹ của phụ nữ (48   kg) tại Thế vận hội Mùa hè 2004 ở Athens, bằng cách xếp hạng ba và nhận được một bến từ Giải đấu vòng loại châu Phi ở Casablanca, Maroc. Cô thua trận mở màn trước Soraya Haddad của Algeria, người đã ghi được một ippon thành công và ném cô xuống tấm thảm với một cuộc tấn công kuchiki taoshi (một bước chân) trong một phút hai mươi bảy giây.